# 1777
1777 је била проста година.

## Догађаји

### Јануар
- 3. јануар — Америчка снаге под командом генерала Џорџа Вашингтона су поразиле британску војску у бици код Принстона.

### Јун
- 14. јун — Континентални конгрес је прихватио заставу „звезда и пруга“ као званично државно знамење.

### Август
- 22. август — Бенедикт Арнолд је искористио варку да убеди Британце да пристиже много веће америчка војска, што их је приморало да напусте опсаду Форт Стенвикса.

### Септембар
- 19. септембар — Битка код Саратоге

### Октобар
- 1. октобар — Потписан Уговор у Сан Илдефонсу
- 7. октобар — Битка код Саратоге

## Рођења

### Фебруар
- 26. фебруар — Прота Матеја Ненадовић, српски устаник и књижевник. († 1854)

### Август
- 2. новембар — Алојзи Фортунат Жулковски, пољски глумац. († 1822)

### Децембар
- 23. децембар — Александар I Романов, руски цар. († 1825)

## Смрти

### Август
- 12. октобар — Александар Сумароков, руски песник и драматург, творац класичног позоришта у Русији. (* 1717)